# Гемгофен
Гемгофен (нім. Hemhofen) — громада в Німеччині, розташована в землі Баварія. Підпорядковується адміністративному округу Середня Франконія. Входить до складу району Ерланген-Гехштадт.
Площа — 6,77 км2. Населення становить 5379 ос. (станом на 31 грудня 2020).